# Tyler Fayose
Tyler Fayose (* 1987 oder 1988 in London, England) ist ein britischer Theater- und Filmschauspieler sowie Fotograf.

## Leben
Fayose wurde in London als Sohn westafrikanischer und schottisch-irischer Eltern geboren und wuchs bis zu seinem 14. Lebensjahr im Stadtviertel Bow im östlichen London auf. Ab seinem 16. Lebensjahr besuchte er von 2004 bis 2006 das Acting College in Peterborough. Als seine Mutter und sein Stiefvater entschieden von London wegzuziehen, erhielt Tyler einen Platz an der renommierten Italia Conti Academy in London für drei Jahre. Dadurch konnte er in seiner Heimatstadt bleiben und von 2007 bis 2010 Schauspiel studieren. Er verließ die Akademie mit dem Bachelor of Fine Arts. Bevor er sich endgültig dem Schauspiel verschrieb, war er ab seinem 5. Lebensjahr als Junioren-Leichtathlet tätig und erfolgreich. Er trat in den Disziplinen 100-Meter-Lauf und 200-Meter-Lauf sowie in der Staffel an und lief mit 18 Jahren die 100 Meter laut eigenen Angaben in 10,8 Sekunden. Er ist außerdem als Fotograf tätig.
Als Theaterschauspieler war Fayose an Bühnen wie dem The Globe Theatre, dem Soho Theatre, dem Southwark Playhouse, dem Stratford Theatre Royal, dem The Lyric Theatre, dem Theatre 503 oder dem Cockpit Theatre tätig. Als Fernsehschauspieler debütierte er 2013 in einer Episode der Fernsehserie Casualty. Im Folgejahr übernahm er eine Nebenrolle im Fernsehfilm The Method of Love sowie eine Rolle in der Mini-Serie Monologue Wednesdays. 2015 hatte er im Kinofilm Mission: Impossible – Rogue Nation eine Rolle als CIA-Agent. 2017 übernahm er mit der Rolle des Odin eine der Hauptrollen in der deutschen Filmproduktion Skybound. In den nächsten Jahren folgten Besetzungen in Kurzfilmen. Außerdem war er 2019 in vier Episoden der Fernsehserie Departure – Wo ist Flug 716? in der Rolle des Co-Pilot Arthur Delaney zu sehen.

## Filmografie
- 2013: Casualty (Fernsehserie, Episode 28x03)
- 2014: The Method of Love (Fernsehfilm)
- 2014: Monologue Wednesdays (Mini-Serie)
- 2015: Mission: Impossible – Rogue Nation
- 2017: Skybound
- 2017: The Atheist (Kurzfilm)
- 2019: Weave Wars (Kurzfilm)
- 2019: Departure (Fernsehserie, 4 Episoden)
- 2021: Just A Girl (Kurzfilm)
- 2021: Breathe

## Theater (Auswahl)
- Coming Up, Regie: Peter Darney (Soho Theatre)
- Barbarians, Regie: Bill Buckhurst (Tooting Arts Club)
- Family 2.0, Regie: Toby Clarke (Cockpit Theatre)
- The Merchant Of Venice, Regie: Bill Buckhurst (The Globe)
- Helen, Regie: Jonathan Young (The Guard)
- Creatives, Regie: Tom Mullen (The Pleasance)
- Demons, Regie: Peter Sturm (Splitmoon Theatre Company)
- Much Ado About Nothing, Regie: Michael Oakley (The Globe)
- Hoard, Regie: Femi Elufowoju Jr. (Arcola Theatre)
- 2020: Pipeline, Regie: Jack Gamble (Arcola Theatre)